# Józef Rotblat
Sir Józef Rotblat nebo Sir Joseph Rotblat, KCMG, CBE, FRS (4. listopadu 1908 Varšava – 31. srpna 2005 Londýn) byl britský fyzik narozený v Polsku, který v roce 1995 získal Nobelovu cenu za mír. Byl spoluzakladatelem Pugwashských konferencí, které se snaží o mezinárodní odzbrojení.